# Ceraeochrysa lateralis
Ceraeochrysa lateralis är en insektsart som först beskrevs av Guérin-Méneville 1844.  Ceraeochrysa lateralis ingår i släktet Ceraeochrysa och familjen guldögonsländor. Inga underarter finns listade i Catalogue of Life.